# La Femme nue (film, 1914)
Pour les articles homonymes, voir La Femme nue.
Pour plus de détails, voir Fiche technique et Distribution.
La Femme nue (La Donna nuda) est un film italien muet réalisé par Carmine Gallone, sorti en 1914.
Ce film est la première d'une série d'adaptations d'une pièce de théâtre d'Henry Bataille publiée en 1908.

## Synopsis
Pierre, un peintre, et Lolette, un modèle, vivent la vie de bohème, entre moments romantiques et soucis financiers. Pierre connaît le succès grâce à son portrait de Lolette en femme nue et abandonne alors Lolette, pour une riche aristocrate qui peint aussi. Lolette, désespérée, trouve réconfort auprès d'un ami plus âgé, Rouchard.

## Fiche technique
- Titre : La Femme nue
- Titre original : La donna nuda
- Réalisation : Carmine Gallone
- Scénario : Carmine Gallone d'après une pièce de théâtre de Henry Bataille
- Photographie : Domenico Grimaldi
- Pays d'origine : Royaume d'Italie
- Sociétés de production : Cines
- Format : Noir et blanc - Muet
- Genre : Drame
- Dates de sortie : 
  -  Espagne : Mars 1914
  -  Royaume d'Italie : avril 1914
  -  France : juin 1914

## Distribution
- Lyda Borelli : Lorette
- Lamberto Picasso : Pierre
- Ugo Piperno : Rouchard
- Wanda Capodaglio : la princesse de Chaban
- Ruggero Capodaglio